# Lijst van Griekse uncialen van het Nieuwe Testament

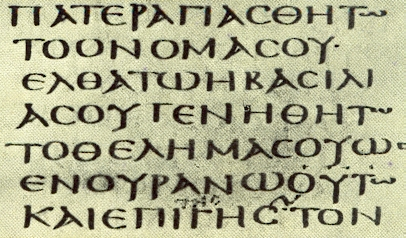
Codex Sinaiticus, Lucas 11:2

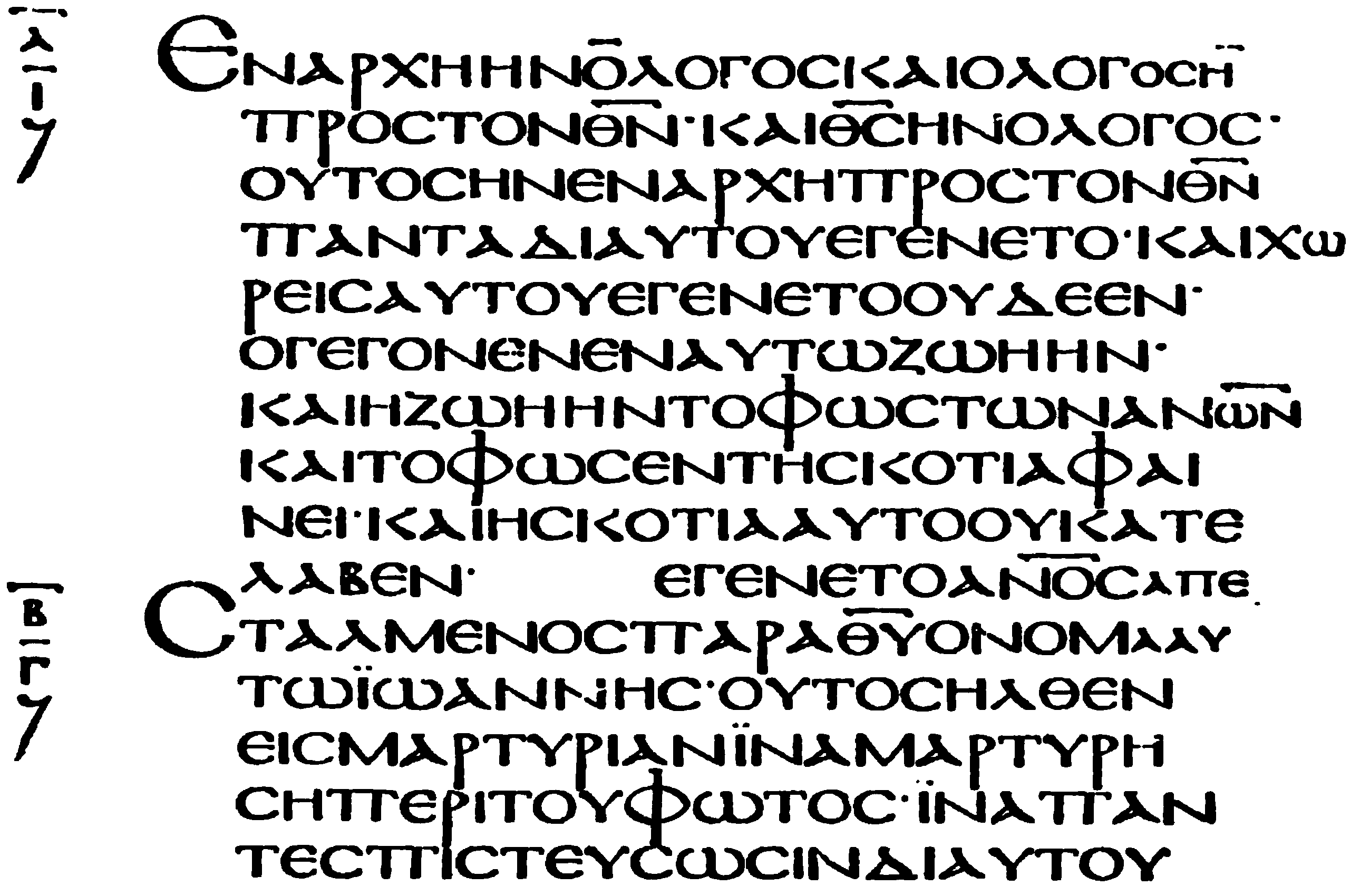
Codex Alexandrinus, Johannes 1:1–7

Deze lijst bevat een opsomming van de belangrijkste Griekse uncialen (in hoofdletters geschreven handschriften) van het Nieuwe Testament. De meeste van deze handschriften zijn geschreven tussen de derde en de tiende eeuw na Christus.
Er zijn tegenwoordig minstens 322 uncialen van het Nieuwe Testament bekend, maar af en toe worden nog nieuwe uncialen ontdekt. In de lijst hieronder zijn alleen de belangrijkste handschriften opgenomen.

## Lijst van Griekse uncialen
Het teken † in het "Inhoud" kolom geeft aan dat de tekst niet volledig is.

### Uncialen 01-045
| Numerieke aanduiding | Symbool | Naam                       | Ouderdom    | Inhoud                     | Instituut waar het handschrift bewaard wordt                                | Stad                   | Land                          |
| -------------------- | ------- | -------------------------- | ----------- | -------------------------- | --------------------------------------------------------------------------- | ---------------------- | ----------------------------- |
| 01                   | א       | Sinaiticus                 | 4e eeuw     | Ev, Paulus, Hand, Kath, Op | British Library, Add. 43725                                                 | Londen                 | Verenigd Koninkrijk           |
| 02                   | A       | Alexandrinus               | 5e eeuw     | Ev, Hand, Kath, Paulus, Op | British Library, Royal 1 D. VIII                                            | Londen                 | Verenigd Koninkrijk           |
| 03                   | B       | Vaticanus                  | 4e eeuw     | Ev, Hand, Kath, Paulus     | Biblioteca Apostolica Vaticana, Gr. 1209                                    | Vaticaanstad           | Vaticaanstad                  |
| 04                   | C       | Ephraemi Rescriptus        | 5e eeuw     | Ev, Hand, Paulus, Op       | Bibliothèque nationale de France, Gr. 9                                     | Parijs                 | Frankrijk                     |
| 05                   | Dea     | Bezae Cantabrigiensis      | 5e eeuw     | Ev, Hand                   | Cambridge University Library Nn. 2. 41                                      | Cambridge              | Verenigd Koninkrijk           |
| 06                   | Dp      | Claromontanus              | 6e eeuw     | Paulus                     | Bibliothèque nationale de France, Gr. 107 AB                                | Parijs                 | Frankrijk                     |
| 06                   | Dabs1   | Sangermanensis             | 9e/10e eeuw | Paulus                     | Russische Nationale Bibliotheek, Gr. 20                                     | Sint-Petersburg        | Rusland                       |
| 06                   | Dabs2   |                            | 10e eeuw    | Ef                         |                                                                             | Mengeringhausen        | Duitsland                     |
| 07                   | Ee      | Basilensis                 | 8e eeuw     | Ev                         | Universiteit van Bazel, AN III 12                                           | Bazel                  | Zwitserland                   |
| 08                   | Ea      | Laudianus                  | 6e eeuw     | Hand                       | Bodleian Library, Laud. Gr. 35                                              | Oxford                 | Verenigd Koninkrijk           |
| 09                   | Fe      | Boreelianus                | 9e eeuw     | Ev                         | Universiteit Utrecht, Ms. 1                                                 | (Utrecht)              | Nederland                     |
| 010                  | Fp      | Codex Augiensis            | 9e eeuw     | Paulus                     | Trinity College, B. XVII. 1                                                 | Cambridge              | Verenigd Koninkrijk           |
| 011                  | Ge      | Codex Seidelianus I        | 9e eeuw     | Evangelie                  | British Library, Harley 5684                                                | Londen                 | Verenigd Koninkrijk           |
| 012                  | Gp      | Codex Boernerianus         | 9e eeuw     | Paulus                     | Sächsische Landesbibliothek, A 145b                                         | Dresden                | Duitsland                     |
| 013                  | He      | Codex Seidelianus II       | 9e eeuw     | Evangelie                  | Universiteit Hamburg; codex 91 Trinity College, B. XVII 20, 21              | Hamburg Cambridge      | Duitsland Verenigd Koninkrijk |
| 014                  | Ha      | Codex Mutinensis           | 9e eeuw     | Hand                       | Biblioteca Estense di Modena, A.V. 6.3. (G. 196)                            | Modena                 | Italië                        |
| 015                  | Hp      | Codex Coislinianus         | 6e eeuw     | Paulus                     | Bibliothèque nationale de France Megisti Lavra; s. n.                       | Parijs Athos           | Frankrijk Griekenland         |
| 016                  | I       | Codex Freerianus           | 5e eeuw     | Paulus                     | Smithsonian Institution, 06. 275                                            | Washington, D.C.       | USA                           |
| 017                  | Ke      | Codex Cyprius              | 9e eeuw     | Ev                         | Bibliothèque nationale de France, Gr. 63                                    | Parijs                 | Frankrijk                     |
| 018                  | Kap     | Codex Mosquensis I         | 9e eeuw     | Hand, Paulus               | Nationaal Historisch Museum, V. 93                                          | Moskou                 | Rusland                       |
| 019                  | Le      | Codex Regius               | 8e eeuw     | Ev                         | Bibliothèque nationale de France, Gr. 62                                    | Parijs                 | Frankrijk                     |
| 020                  | Lap     | Codex Angelicus            | 9e eeuw     | Hand, Paulus               | Biblioteca Angelica 39                                                      | Rome                   | Italië                        |
| 021                  | M       | Codex Campianus            | 9e eeuw     | Ev                         | Bibliothèque nationale de France, Gr. 48                                    | Parijs                 | Frankrijk                     |
| 022                  | N       | Petropolitanus Purpureus   | 6e eeuw     | Ev                         | Russische Nationale Bibliotheek, Gr. 537                                    | Sint-Petersburg        | Rusland                       |
| 023                  | O       | Codex Sinopensis           | 6e eeuw     | Mat                        | Bibliothèque nationale de France Suppl. Gr. 1286                            | Parijs                 | Frankrijk                     |
| 024                  | Pe      | Codex Guelferbytanus A     | 6e eeuw     | Ev                         | Herzog August Bibliothek codices Weißenburg 64                              | Wolfenbüttel           | Duitsland                     |
| 025                  | Papr    | Codex Porphyrianus         | 9e eeuw     | Hand, Paulus, Kath, Op     | Russische Nationale Bibliotheek, Gr. 225                                    | Sint-Petersburg        | Rusland                       |
| 026                  | Q       | Codex Guelferbytanus B     | 5e eeuw     | Luc, Joh                   | Herzog August Bibliothek, codices Weißenburg 64                             | Wolfenbüttel           | Duitsland                     |
| 027                  | R       | Codex Nitriensis           | 7e eeuw     | Luc                        | British Library, Add. 17211                                                 | Londen                 | Verenigd Koninkrijk           |
| 028                  | S       | Codex Vaticanus 354        | 949         | Evangelie                  | Biblioteca Apostolica Vaticana, Gr. 354                                     | Vaticaanstad           | Vaticaanstad                  |
| 029                  | T       | Codex Borgianus            | 5e eeuw     | Luc, Joh                   | Biblioteca Apostolica Vaticana, Borgia Coptic 109                           | Vaticaanstad           | Vaticaanstad                  |
| 030                  | U       | Codex Nanianus             | 9e eeuw     | Evangelie                  | Biblioteca Marciana, 1397(I,8)                                              | Venetië                | Italië                        |
| 031                  | V       | Codex Mosquensis II        | 9e eeuw     | Ev                         | Nationaal Historisch Museum, V. 9, S. 399                                   | Moskou                 | Rusland                       |
| 032                  | W       | Codex Washingtonianus      | 4e/5e eeuw  | Ev                         | Smithsonian Institution, 06. 274                                            | Washington, D.C.       | USA                           |
| 033                  | X       | Codex Monacensis           | 10e eeuw    | Ev                         | Ludwig-Maximilians-Universität München, 2° codex manuscript 30              | München                | Duitsland                     |
| 034                  | Y       | Codex Macedoniensis        | 9e eeuw     | Ev                         | Cambridge University Library, Add. 6594                                     | Cambridge              | Verenigd Koninkrijk           |
| 035                  | Z       | Codex Dublinensis          | 6e eeuw     | Mat                        | Trinity College Library, Ms. 32                                             | Dublin                 | Ierland                       |
| 036                  | Γ       | Codex Tischendorfianus IV  | 10e eeuw    | Ev                         | Bodleian Library; Auct. T. infr. 2.2 Russische Nationale Bibliotheek, Gr 33 | Oxford Sint-Petersburg | UK Rusland                    |
| 037                  | Δ       | Codex Sangallensis 48      | 9e eeuw     | Ev                         | Stiftsbibliothek St. Gallen, 48                                             | Sankt Gallen           | Zwitserland                   |
| 038                  | Θ       | Codex Koridethi            | 9e eeuw     | Ev                         | Instituut Manuscripten, Gr. 28                                              | Tbilisi                | Georgië                       |
| 039                  | Λ       | Codex Tischendorfianus III | 9e eeuw     | Luc, Joh                   | Bodleian Library, Auct. T. inf. 1.1                                         | Oxford                 | Verenigd Koninkrijk           |
| 040                  | Ξ       | Codex Zacynthius           | 6e eeuw     | Luc                        | British and Foreign Bible Society Mss 213                                   | Londen                 | Verenigd Koninkrijk           |
| 041                  | Π       | Codex Petropolitanus       | 9e eeuw     | Ev                         | Russische Nationale Bibliotheek, Gr. 34                                     | Sint-Petersburg        | Rusland                       |
| 042                  | Σ       | Codex Rossanensis          | 6e eeuw     | Mat, Mar                   | Diocesian Museum, Cathedral                                                 | Rossano, Calabro       | Italië                        |
| 043                  | Φ       | Codex Beratinus            | 6e eeuw     | Mat, Mar                   | Nationaal staatsarchief, nr. 1                                              | Tirana                 | Albanië                       |
| 044                  | Ψ       | Codex Athous Laurensis     | 9e/10e eeuw | Ev, Hand, Paulus           | Groot Lavra, B΄ 52                                                          | Athos                  | Griekenland                   |
| 045                  | Ω       | Codex Athous Dionysius     | 9e eeuw     | Ev                         | Dionysiusklooster, 10 (55)                                                  | Athos                  | Griekenland                   |

### Uncialen 046 -
| Numerieke aanduiding                                      | Naam                     | Ouderdom    | Inhoud                                    | Instituut waar het handschrift bewaard wordt                                                                                               | Stad                                  | Land                                  |
| --------------------------------------------------------- | ------------------------ | ----------- | ----------------------------------------- | --- | ------------------------------------- | ------------------------------------- |
| 046                                                       | Codex Vaticanus 2066     | 10e eeuw    | Openbaring van Joh.                       | Biblioteca Apostolica Vaticana, Gr. 2066                                                                                                   | Vaticaanstad                          | Vaticaanstad                          |
| 047                                                       |                          | 8e eeuw     | Evangelie                                 | Princeton-universiteit, Med. and Ren. Mss, Garrett 1                                                                                       | Princeton                             | USA                                   |
| 048                                                       | Codex Vaticanus 2061     | 5e eeuw     | Hand, Kath, Paulus                        | Biblioteca Apostolica Vaticana, Gr. 2061                                                                                                   | Vaticaanstad                          | Vaticaanstad                          |
| 049                                                       |                          | 9e eeuw     | Hand, Kath, Paulus                        | Megisti Lavra, A' 88 | Athos                                 | Griekenland                           |
| 050                                                       |                          | 9e eeuw     | Evangelie volgens Johannes                | Εθνική Βιβλιοθήκη, 1371 Dionisiusklooster, 2(71) Nationaal Historisch Museum, V. 29, S. 119 Christ Church, Wake 2,3                        | Athene Athos Moskou Oxford            | Griekenland Rusland UK                |
| 051                                                       | Ath. Pantokrator         | 10e eeuw    | Openbaring van Joh.                       | Pantokratoros (Kloster), 44 | Athos                                 | Griekenland                           |
| 052                                                       | Pantelejmonos            | 10e eeuw    | Openbaring van Joh.                       | Rossikon 99,2 | Athos                                 | Griekenland                           |
| 053                                                       |                          | 9e eeuw     | Lucas                                     | Bayerische Staatsbibliothek, Gr. 208 | München                               | Duitsland                             |
| 054                                                       | Barberini                | 8e eeuw     | Johannes                                  | Biblioteca Apostolica Vaticana, Barberiani Gr. 521                                                                                         | Vaticaanstad                          | Vaticaanstad                          |
| 055                                                       |                          | 11e eeuw    | Evangeliën                                | Bibliothèque nationale de France, Gr. 201                                                                                                  | Parijs                                | Frankrijk                             |
| 056                                                       |                          | 10e eeuw    | Hand, Paulus                              | Bibliothèque nationale de France, Coislin Gr. 26                                                                                           | Parijs                                | Frankrijk                             |
| 057                                                       |                          | 400         | Hand                                      | Staatliche Museen zu Berlin, P. 9808 | Berlijn                               | Duitsland                             |
| 058                                                       |                          | 4e eeuw     | Matteüs                                   | Österreichische Nationalbibliothek, Pap. G. 39782                                                                                          | Wenen                                 | Oostenrijk                            |
| 059 =0215                                                 |                          | 400         | Evangelie volgens Marcus                  | Österreichische Nationalbibliothek, Pap. G. 39779 Pap. G. 36112                                                                            | Wenen                                 | Oostenrijk                            |
| 060                                                       |                          | 5e eeuw     | Evangelie volgens Johannes 14             | Staatliche Museen zu Berlin, P. 5877 | Berlijn                               | Duitsland                             |
| 061                                                       |                          | 5e eeuw     | 1 Timoteüs                                | Louvre Ms. E 7332 | Parijs                                | Frankrijk                             |
| 062                                                       |                          | 5e eeuw     | Galaten                                   | Kubbet el Chazne | Damascus                              | Syrië                                 |
| 063=0117                                                  |                          | 9e eeuw     | Lucas, Johannes                           | Vatopedi, 1219 Nationaal Historisch Museum, V. 137, 181 Bibliothèque nationale de France                                                   | Athos Moskou Parijs                   | Griekenland Rusland Frankrijk         |
| 064 =074 =090                                             |                          | 6e eeuw     | Matteüs 27, Marcus                        | Verdansky Nat. Libr. of Ukraine, Petrov 17 Katharinaklooster, Sinai Harris 10 Russische Nationale Bibliotheek, Gr. 276                     | Kiev Sinaï Sint-Petersburg            | Oekraïne Egypte Rusland               |
| 065                                                       |                          | 6e eeuw     | Evangelie volgens Johannes                | Russische Nationale Bibliotheek, Gr. 6 I                                                                                                   | Sint-Petersburg                       | Rusland                               |
| 066                                                       |                          | 6e eeuw     | Handelingen van de Apostelen              | Russische Nationale Bibliotheek, Gr 6 II                                                                                                   | Sint-Petersburg                       | Rusland                               |
| 067                                                       |                          | 6e eeuw     | Matteüs, and Marcus                       | Russische Nationale Bibliotheek, Gr 6 III                                                                                                  | Sint-Petersburg                       | Rusland                               |
| 068                                                       |                          | 5e eeuw     | Evangelie volgens Johannes 16             | British Library, Add. 17136 | Londen                                | Verenigd Koninkrijk                   |
| 069                                                       |                          | 5e eeuw     | Evangelie volgens Marcus 10-11            | Universiteit van Chicago, Oriental Institute 2057                                                                                          | Chicago                               | Verenigde Staten                      |
| 070 =0110 =0124=0178=0179 =0180=0190=0191 =0193=0194=0202 |                          | 6e eeuw     | Lucas, and Johannes                       | Bibliothèque nationale de France, Copt. 132 Clarendon Press, b. 2 Österreichische Nationalbibliothek, 1 f British Library, Or. 3579 B [29] | Parijs Oxford Wenen Londen            | Frankrijk UK Oostenrijk UK            |
| 071                                                       | —                        | 5e /6e eeuw | Evangelie volgens Matteüs 1, 25           | Harvard University, Semitic Museum 3735 | Cambridge                             | Verenigde Staten                      |
| 072                                                       | —                        | 5e /6e eeuw | Evangelie volgens Marcus 2–3              | Qubbat al-Khazna | Damascus                              | Syrië                                 |
| 073=084                                                   | —                        | 6e eeuw     | Evangelie volgens Matteüs 14–15 †         | Katharinaklooster, Harris 7 Russische Nationale Bibliotheek, Gr. 277                                                                       | Sinaï Sint-Petersburg                 | Egypte Rusland                        |
| 074                                                       | —                        | 6e eeuw     | Matteüs 25, 26, 28, Marcus 1, 2, 5 †      | Katharinaklooster | Sinaï                                 | Egypte                                |
| 075                                                       | —                        | 10e eeuw    | Brieven van Paulus                        | Εθνική Βιβλιοθήκη | Athene                                | Griekenland                           |
| 076                                                       | —                        | 5e /6e eeuw | Handelingen van de Apostelen 2            | Pierpont Morgan Library, Pap. G. 8 | New York                              | Verenigde Staten                      |
| 077                                                       | —                        | 5e eeuw     | Handelingen van de Apostelen 13           | Katharinaklooster, Harris App. 5 | Sinaï                                 | Egypte                                |
| 078                                                       | —                        | 6e eeuw     | Matteüs, Lucas, Johannes                  | Russische Nationale Bibliotheek, Gr. 13, fol. 1–7                                                                                          | Sint-Petersburg                       | Rusland                               |
| 079                                                       | —                        | 6e eeuw     | Evangelie volgens Lucas                   | Russische Nationale Bibliotheek, Gr. 13, fol. 8–10                                                                                         | Sint-Petersburg                       | Rusland                               |
| 080                                                       | —                        | 6e eeuw     | Evangelie volgens Marcus 9–10             | Russische Nationale Bibliotheek, Gr. 275 (3) Patriarchaat van Alexandrië 496                                                               | Sint-Petersburg Alexandrië            | Rusland Egypte                        |
| 081                                                       | Tischendorfianus II      | 6e eeuw     | Tweede aan de Korintiërs 1–2              | Russische Nationale Bibliotheek, Gr. 9 | Sint-Petersburg                       | Rusland                               |
| 082                                                       | —                        | 6e eeuw     | Brief aan de Efeziërs 4                   | Nationaal Historisch Museum, V. 108 | Moskou                                | Rusland                               |
| 083 =0112 =0235                                           | —                        | 5e/6e eeuw  | Johannes 1–4, Marcus 14–16 Marcus 13      | Russische Nationale Bibliotheek, Gr. 10 Sinaï Harris 12 Russische Nationale Bibliotheek                                                    | Sint-Petersburg Sinaï Sint-Petersburg | Rusland Egypte Rusland                |
| 084                                                       | —                        | 6e eeuw     | Evangelie volgens Matteüs 15 †            | Russische Nationale Bibliotheek, Gr. 277                                                                                                   | Sint-Petersburg                       | Rusland                               |
| 085                                                       | —                        | 6e eeuw     | Evangelie volgens Matteüs 20, 22          | Russische Nationale Bibliotheek, Gr. 714                                                                                                   | Sint-Petersburg                       | Rusland                               |
| 086                                                       | —                        | 6e eeuw     | Evangelie volgens Johannes 1, 3–4         | British Library, Or. 5707 | Londen                                | Verenigd Koninkrijk                   |
| 087=092b                                                  | —                        | 6e eeuw     | Matteüs 1–2, 19, 21 Johannes 18 Marcus 12 | Russische Nationale Bibliotheek, Gr. 12.278 Sinai 218 Sinai Harris 11, 1 f                                                                 | Sint-Petersburg Sinaï                 | Rusland Egypte                        |
| 088                                                       | —                        | 5e/6e eeuw  | 1 Korintiërs 15:53–16:9, Titus 1:1–13     | Russische Nationale Bibliotheek, Gr. 6, II                                                                                                 | Sint-Petersburg                       | Rusland                               |
| 089=092a                                                  | —                        | 6e eeuw     | Evangelie volgens Matteüs 26:2–19         | Russische Nationale Bibliotheek, Gr. 280 Katharinaklooster                                                                                 | Sint-Petersburg Sinaï                 | Rusland Egypte                        |
| 090                                                       | —                        | 6e eeuw     | Matteüs 26, 27; Marcus 1–2 †              | Russische Nationale Bibliotheek, Gr. 277                                                                                                   | Sint-Petersburg                       | Rusland                               |
| 091                                                       | —                        | 6e eeuw     | Evangelie volgens Johannes 6              | Russische Nationale Bibliotheek, Gr. 279                                                                                                   | Sint-Petersburg                       | Rusland                               |
| 092a, 092b                                                | —                        | 6e eeuw     | Matteüs 26:4–7.10-12                      | Katharinaklooster | Sinaï                                 | Egypte                                |
| 093                                                       | —                        | 6e eeuw     | Handelingen 24–25, 1 Petrus 2–3           | Cambridge University Library, Taylor-Schechter Coll. 12,189                                                                                | Cambridge                             | Verenigd Koninkrijk                   |
| 094                                                       | —                        | 6e eeuw     | Evangelie volgens Matteüs 24:9–21         | Εθνική Βιβλιοθήκη, Or. 2106 | Athene                                | Griekenland                           |
| 095=0123                                                  | —                        | 8e eeuw     | Handelingen van de Apostelen 2–3 †        | Russische Nationale Bibliotheek, Gr. 17 Gr. 49                                                                                             | Sint-Petersburg                       | Rusland                               |
| 096                                                       | —                        | 7e eeuw     | Handelingen van de Apostelen 2, 26        | Russische Nationale Bibliotheek, Gr. 19 | Sint-Petersburg                       | Rusland                               |
| 097                                                       | —                        | 7e eeuw     | Handelingen van de Apostelen 13           | Russische Nationale Bibliotheek, Gr. 18 | Sint-Petersburg                       | Rusland                               |
| 098                                                       | —                        | 7e eeuw     | 2 Korintiërs 11                           | Biblioteca della Badia, Z' a' 24 | Grottaferrata                         | Italië                                |
| 099                                                       | —                        | 7e eeuw     | Evangelie volgens Marcus 16               | Bibliothèque nationale de France, Copt. 129,8                                                                                              | Parijs                                | Frankrijk                             |
| 0100=0195                                                 | —                        | 7e eeuw     | Evangelie volgens Johannes 20             | Bibliothèque nationale de France, Copt. 129,10                                                                                             | Parijs                                | Frankrijk                             |
| 0101                                                      | —                        | 8e eeuw     | Evangelie volgens Johannes 1              | Österreichische Nationalbibliothek, Pap. G. 39780                                                                                          | Wenen                                 | Oostenrijk                            |
| 0102=0138                                                 | —                        | 7e eeuw     | Evangelie volgens Lucas 3–4               | Vatopedi 1219; Bibliothèque nationale de France, Gr. 1155                                                                                  | Athos Parijs                          | Griekenland Frankrijk                 |
| 0103                                                      | —                        | 7e eeuw     | Evangelie volgens Marcus 13–14            | Bibliothèque nationale de France, Suppl. Gr. 726, ff. 6–7                                                                                  | Parijs                                | Frankrijk                             |
| 0104                                                      | —                        | 6e eeuw     | Matteüs 23 †; Mark 13–14 †                | Bibliothèque nationale de France, Suppl. Gr. 726, ff. 1–5, 8–10                                                                            | Parijs                                | Frankrijk                             |
| 0105                                                      | —                        | 10e eeuw    | Evangelie volgens Johannes 6–7            | Österreichische Nationalbibliothek, Suppl. Gr. 121                                                                                         | Wenen                                 | Oostenrijk                            |
| 0106=0119                                                 | Codex Tischendorfianus I | 7e eeuw     | Matteüs 12–15 †                           | Russische Nationale Bibliotheek, Gr. 16 Universiteit Leipzig, Cod. Gr. 7,4 ff Selly Oak College                                            | Sint-Petersburg Leipzig Birmingham    | Rusland Duitsland Verenigd Koninkrijk |
| 0107                                                      | —                        | 7e eeuw     | Matteüs 22–23; Marcus 4–5                 | Russische Nationale Bibliotheek, Gr. 11 | Sint-Petersburg                       | Rusland                               |
| 0108                                                      | —                        | 7e eeuw     | Evangelie volgens Lucas 11                | Russische Nationale Bibliotheek, Gr. 22 | Sint-Petersburg                       | Rusland                               |
| 0109                                                      | —                        | 7e eeuw     | Evangelie volgens Johannes 16–18          | Staatliche Museen zu Berlin, P. 5010 | Berlijn                               | Duitsland                             |
| 0110                                                      | —                        | 6e eeuw     | Evangelie volgens Johannes                | British Library | Londen                                | Verenigd Koninkrijk                   |
| 0111                                                      | —                        | 7e eeuw     | 2 Tessalonicenzen 1,1–2,2                 | Staatliche Museen zu Berlin, P. 5013 | Berlijn                               | Duitsland                             |
| 0112                                                      | —                        | 5e/6e eeuw  | Evangelie volgens Marcus 14–16            | Sinai Harris 12 | Sinaï                                 | Egypte                                |
| 0113                                                      | —                        | 5e eeuw     | —                                         | Bibliothèque nationale de France | Parijs                                | Frankrijk                             |
| 0114                                                      | —                        | 8e eeuw     | Johannes 20 †                             | Bibliothèque nationale de France, Copt. 129.10, f. 198                                                                                     | Parijs                                | Frankrijk                             |
| 0115                                                      | —                        | 9e/10e eeuw | Evangelie volgens Lucas 9–10 †            | Bibliothèque nationale de France, Suppl. Gr. 314, ff. 179, 180                                                                             | Parijs                                | Frankrijk                             |
| 0116                                                      | —                        | 8e eeuw     | Matteüs 19–27; Marcus 13–14; Lucas 3–4 †  | Biblioteca Nazionale, II C 15 | Napels                                | Italië                                |
| 0117                                                      | —                        | 9e eeuw     | Evangelie volgens Lucas †                 | Bibliothèque nationale de France, Suppl. Gr. 1155, II                                                                                      | Parijs                                | Frankrijk                             |
| 0118                                                      | —                        | 8e eeuw     | Matteüs 11 †                              | Sinai Harris 6 | Sinaï                                 | Egypte                                |
| 0119                                                      | —                        | 7e eeuw     | Matteüs 13–15 †                           | Sinai Harris 8 | Sinaï                                 | Egypte                                |
| 0120                                                      | —                        | 8e eeuw     | Handelingen                               | Biblioteca Apostolica Vaticana, Gr. 2302                                                                                                   | Vaticaanstad                          | Vaticaanstad                          |
| 0121a                                                     | —                        | 10e eeuw    | 1 Korintiërs †                            | British Library, Harley 5613 | Londen                                | Verenigd Koninkrijk                   |
| 0121b                                                     | Codex Ruber              | 10e eeuw    | Brief aan de Hebreeën †                   | Universiteit Hamburg, Cod. 50 | Hamburg                               | Duitsland                             |
| 0122                                                      | —                        | 10e eeuw    | Galaten †; Hebreeën †                     | Russische Nationale Bibliotheek, Gr. 32 | Sint-Petersburg                       | Rusland                               |
| 0123=095                                                  | —                        | 8e eeuw     | Handelingen van de Apostelen 2–3 †        | Russische Nationale Bibliotheek, Gr. 49, 1–2, frag.                                                                                        | Sint-Petersburg                       | Rusland                               |
| 0124                                                      | See 070                  | 6e eeuw     | —                                         | Bibliothèque nationale de France | Parijs                                | Frankrijk                             |
| 0125                                                      | See 029                  | 5e eeuw     | —                                         | Bibliothèque nationale de France | Parijs                                | Frankrijk                             |
| 0126                                                      | —                        | 8e eeuw     | Evangelie volgens Marcus 5–6              | Qubbat al-Khazna | Damascus                              | Syrië                                 |
| 0127                                                      | —                        | 8e eeuw     | Evangelie volgens Johannes 2,2–11         | Bibliothèque nationale de France, Copt. 129,10 fol. 207                                                                                    | Parijs                                | Frankrijk                             |
| 0128                                                      | —                        | 9e eeuw     | Evangelie volgens Matteüs 25,32–45        | Bibliothèque nationale de France, Copt. 129,10 f. 208                                                                                      | Parijs                                | Frankrijk                             |
| 0129=0203                                                 | —                        | ?           | 1 Petrus †                                | Bibliothèque nationale de France, Copt. 129,11 f. 208                                                                                      | Parijs                                | Frankrijk                             |
| 0130                                                      | Sangallensis 18          | 9e eeuw     | Marcus 1–2, Lucas 1–2 †                   | Abbey library of Saint Gall, 18 fol. 143–146                                                                                               | St. Gallen                            | Zwitserland                           |